# Temporada da Association Sportive de Monaco Football Club de 2017–18
A Association Sportive de Monaco Football Club, na temporada 2017–18, participará de cinco competições: Ligue 1, Coupe de France, Coupe de la Ligue, Supercopa da França e UEFA Champions League.

## Uniforme
Fornecedor:
- Nike

Patrocinador Principal:
- Fedcom

| 1ª | 2ª | 3ª |

## Jogadores

### Elenco
Legenda
- : Capitão
- : Jogador lesionado

### Transferências
Legenda
- : Jogadores que retornam de empréstimo

- : Jogadores emprestados

| Entradas         |      |                |              |        |
| Jogador          | Pos. | Clube anterior | Valor        | Ref.   |
| Youri Tielemans  | M    | Anderlecht     | € 25 milhões | [ 1 ]  |
| Jordy Gaspar     | LD   | Lyon           | custo zero   | [ 2 ]  |
| Diego Benaglio   | G    | Wolfsburg      | custo zero   | [ 3 ]  |
| Soualiho Meïté   | V    | Zulte Waregem  | € 8 milhões  | [ 4 ]  |
| Jordi Mboula     | PD   | Barcelona      | € 3 milhões  | [ 5 ]  |
| Terence Kongolo  | Z    | Feyenoord      | € 13 milhões | [ 6 ]  |
| Álvaro Llorente  | G    | Osasuna        | ?            | [ 7 ]  |
| Adama Diakhaby   | M    | Rennes         | € 10 milhões | [ 8 ]  |
| Rachid Ghezzal   | M    | Lyon           | custo zero   | [ 9 ]  |
| Stevan Jovetić   | A    | Internazionale | € 11 milhões | [ 10 ] |
| Keita Baldé Diao | PE   | Lazio          | € 30 milhões | [ 11 ] |

| Saídas                |      |                        |                |        |
| Jogador               | Pos. | Clube de destino       | Valor          | Ref.   |
| Bernardo Silva        | M    | Manchester City        | € 50 milhões   | [ 12 ] |
| Nabil Dirar           | M    | Fenerbahçe             | € 4,5 milhões  | [ 13 ] |
| Jonathan Mexique      | V    | Estrela Vermelha       | Empréstimo     | [ 14 ] |
| Valère Germain        | A    | Olympique de Marseille | € 8 milhões    | [ 15 ] |
| Tristan Muyumba       | V    | Cercle Brugge          | Empréstimo     | [ 16 ] |
| Corentin Jean         | A    | Toulouse               | € 3,5 milhões  | [ 17 ] |
| Abdou Diallo          | Z    | Mainz 05               | € 5 milhões    | [ 18 ] |
| Tiemoué Bakayoko      | V    | Chelsea                | € 40 milhões   | [ 19 ] |
| Irvin Cardona         | A    | Cercle Brugge          | Empréstimo     | [ 20 ] |
| Benjamin Mendy        | LE   | Manchester City        | € 57,5 milhões | [ 21 ] |
| Allan Saint-Maximin   | A    | Nice                   | € 10 milhões   | [ 22 ] |
| Youssef Aït Bennasser | M    | Caen                   | Empréstimo     | [ 23 ] |
| Gil Dias              | M    | Fiorentina             | Empréstimo     | [ 23 ] |
| Kylian Mbappé         | A    | Paris Saint-Germain    | Empréstimo     | [ 24 ] |
| Terence Kongolo       | Z    | Huddersfield Town      | Empréstimo     |        |
| Guido Carrillo        | A    | Southampton            | € 22 milhões   | [ 25 ] |

## Estatísticas

### Desempenho da equipe
Atualizado até 29 de setembro de 2017

#### Desempenho geral
| Técnico         | J  | V | E | D | GP | GS | SG | %     |
| --------------- | -- | - | - | - | -- | -- | -- | ----- |
| Leonardo Jardim | 11 | 6 | 2 | 3 | 24 | 15 | +9 | 60.60 |

#### Como mandante
| Técnico         | J | V | E | D | GP | GS | SG | %     |
| --------------- | - | - | - | - | -- | -- | -- | ----- |
| Leonardo Jardim | 5 | 3 | 1 | 1 | 13 | 7  | +6 | 66.66 |

#### Como visitante
| Técnico         | J | V | E | D | GP | GS | SG | %     |
| --------------- | - | - | - | - | -- | -- | -- | ----- |
| Leonardo Jardim | 6 | 3 | 1 | 2 | 11 | 8  | +3 | 55.55 |

### Público
Atualizado até 26 de setembro de 2017

#### Maiores públicos
| Nº | Público |        | Placar | Visitante              | Data                   | Competição        |
| -- | ------- | ------ | ------ | ---------------------- | ---------------------- | ----------------- |
| 1  | 16 353  | Monaco | 6 – 1  | Olympique de Marseille | 27 de agosto de 2017   | Ligue 1           |
| 2  | 13 572  | Monaco | 3 – 2  | Toulouse               | 4 de agosto de 2017    | Ligue 1           |
| 3  | 11 703  | Monaco | 0 – 3  | Porto                  | 26 de setembro de 2017 | Liga dos Campeões |
| 4  | 8 310   | Monaco | 3 – 0  | RC Strasbourg          | 16 de setembro de 2017 | Ligue 1           |

#### Média de público
| Ligue 1    | Coupe de France | Coupe de la Ligue | Liga dos Campeões | Média total |
| ---------- | --------------- | ----------------- | ----------------- | ----------- |
| 12.745 (3) | 0 (0)           | 0 (0)             | 11.703 (1)        | 12.484 (4)  |

#### Público total
| Ligue 1    | Coupe de France | Coupe de la Ligue | Liga dos Campeões | Público total |
| ---------- | --------------- | ----------------- | ----------------- | ------------- |
| 38.235 (3) | 0 (0)           | 0 (0)             | 11.703 (1)        | 49.938 (4)    |

* Em parênteses, o número de jogos.

### Artilharia
Atualizado até 29 de setembro de 2017
| #  | Jogador         | Gols | Ligue 1 | Coupe de France | Coupe de la Ligue | Champions League | Trophée des Champions |
| -- | --------------- | ---- | ------- | --------------- | ----------------- | ---------------- | --------------------- |
| 1º | Radamel Falcao  | 12   | 12      | 0               | 0                 | 0                | 0                     |
| 2º | Jemerson        | 2    | 2       | 0               | 0                 | 0                | 0                     |
| 2º | Djibril Sidibé  | 2    | 1       | 0               | 0                 | 0                | 1                     |
| 2º | Kamil Glik      | 2    | 2       | 0               | 0                 | 0                | 0                     |
| 5º | Adama Diakhaby  | 1    | 1       | 0               | 0                 | 0                | 0                     |
| 5º | Fabinho         | 1    | 1       | 0               | 0                 | 0                | 0                     |
| 5º | Rony Lopes      | 1    | 1       | 0               | 0                 | 0                | 0                     |
| 5º | Rachid Ghezzal  | 1    | 1       | 0               | 0                 | 0                | 0                     |
| 5º | Stevan Jovetić  | 1    | 1       | 0               | 0                 | 0                | 0                     |
| 5º | Youri Tielemans | 1    | 0       | 0               | 0                 | 1                | 0                     |

### Assistências
Atualizado até 4 de outubro de 2017
| #  | Jogador         | Assis. | Ligue 1 | Coupe de France | Coupe de la Ligue | Champions League | Trophée des Champions |
| -- | --------------- | ------ | ------- | --------------- | ----------------- | ---------------- | --------------------- |
| 1º | João Moutinho   | 3      | 3       | 0               | 0                 | 0                | 0                     |
| 2º | Adama Diakhaby  | 2      | 2       | 0               | 0                 | 0                | 0                     |
| 2º | Thomas Lemar    | 2      | 2       | 0               | 0                 | 0                | 0                     |
| 2º | Jorge           | 2      | 2       | 0               | 0                 | 0                | 0                     |
| 2º | Rony Lopes      | 2      | 2       | 0               | 0                 | 0                | 0                     |
| 6º | Almamy Touré    | 1      | 1       | 0               | 0                 | 0                | 0                     |
| 6º | Kamil Glik      | 1      | 1       | 0               | 0                 | 0                | 0                     |
| 6º | Rachid Ghezzal  | 1      | 1       | 0               | 0                 | 0                | 0                     |
| 6º | Radamel Falcao  | 1      | 1       | 0               | 0                 | 0                | 0                     |
| 6º | Youri Tielemans | 1      | 0       | 0               | 0                 | 0                | 1                     |

### Hat-tricks
| Jogador        | Contra | Resultado | Data                 | Competição |
| -------------- | ------ | --------- | -------------------- | ---------- |
| Radamel Falcao | Dijon  | 4–1       | 13 de agosto de 2017 | Ligue 1    |

## Pré-temporada
| 7 de julho de 2017 | Sankt Pölten | 0 – 3     | Monaco                             | NV Arena, Sankt Pölten                 |
| 18:00              |              | Relatório | Lopes 36' · Sylla 54' · Mboula 69' | Público: Estádio José Alvalade, Lisboa |

| 9 de julho de 2017 | Rapid Viena                | 2 – 2     | Monaco                   | Allianz Stadion, Viena |
| 17:30              | Schwab 54' · Thurnwald 71' | Relatório | Lopes 15' · Carrillo 52' |                        |

| 22 de julho de 2017 | Sporting                 | 2 – 1     | Monaco         |  |
| 20:30               | Fernandes 32' · Dost 43' | Relatório | Carrillo 90+1' |  |

### Festival de Football des Alpes
| 15 de julho de 2017 | Monaco                                                           | 4 – 2     | Stoke City               | Stade d'Octodure, Martigny    |
| 16:30               | Fabinho 34' (pen) · Saint-Maximin 39' · Falcao 67' · N'Doram 71' | Relatório | Berahino 10' · Diouf 47' | Árbitro: SWI Stephan Klossner |

| Monaco | Stoke City |

| 16 de julho de 2017 | Monaco | 0 – 0     | PSV Eindhoven | Stade Saint-Marc, Le Châble |
| 18:00               |        | Relatório |               |                             |

| Monaco | PSV Eindhoven |

| 19 de julho de 2017 | Monaco    | 1 – 1     | Fenerbahçe | Stade de Chailly, Montreux |
| 19:00               | Lemar 53' | Relatório | Stoch 78'  |                            |

| Monaco | Fenerbahçe |

## Competições

### Ligue 1

#### Classificação na Liga
| Pos | Equipes                | Pts | J  | V | E | D | GM | GS | SG  | Classificação ou rebaixamento                                     |
| --- | ---------------------- | --- | -- | - | - | - | -- | -- | --- | ----------------------------------------------------------------- |
| 1   | Paris Saint-Germain    | 26  | 10 | 8 | 2 | 0 | 31 | 8  | +23 | Fase de grupos da Liga dos Campeões da UEFA de 2018–19            |
| 2   | Monaco                 | 22  | 10 | 7 | 1 | 2 | 26 | 12 | +14 | Fase de grupos da Liga dos Campeões da UEFA de 2018–19            |
| 3   | Nantes                 | 20  | 10 | 6 | 2 | 2 | 9  | 7  | +2  | Terceira pré-eliminatória da Liga dos Campeões da UEFA de 2018–19 |
| 4   | Lyon                   | 19  | 10 | 5 | 4 | 1 | 25 | 15 | +10 | Terceira pré-eliminatória da Liga Europa da UEFA de 2018–19       |
| 5   | Olympique de Marseille | 18  | 10 | 5 | 3 | 2 | 20 | 17 | +3  |                                                                   |

#### Resumo dos resultados
| Total |    |   |   |   |    |    |     |
| Pts   | J  | V | E | D | GM | GS | SG  |
| 22    | 10 | 7 | 1 | 2 | 26 | 12 | +14 |

| Casa |   |   |   |   |    |    |     |
| Pts  | J | V | E | D | GM | GS | SG  |
| 13   | 5 | 4 | 1 | 0 | 15 | 4  | +11 |

| Fora |   |   |   |   |    |    |    |
| Pts  | J | V | E | D | GM | GS | SG |
| 9    | 5 | 3 | 0 | 2 | 11 | 8  | +3 |

#### Partidas
1ª rodada
| 4 de agosto de 2017 | Monaco                               | 3 – 2     | Toulouse                | Stade Louis II, Mónaco                      |
| 20:45               | Jemerson 28' · Falcao 58' · Glik 70' | Relatório | Machach 6' · Delort 53' | Público: 13 572 Árbitro: FRA Clément Turpin |

| Monaco | Toulouse |

2ª rodada
| 12 de agosto de 2017 | Dijon    | 1 – 4     | Monaco                             | Stade Gaston Gérard, Dijon                |
| 17:00                | Saïd 43' | Relatório | Falcao 3', 37', 51' · Jemerson 25' | Público: 14 295 Árbitro: FRA Tony Chapron |

| Dijon | Monaco |

3ª rodada
| 18 de agosto de 2017 | Metz | 0 – 1     | Monaco     | Stade Saint-Symphorien, Metz                   |
| 20:45                |      | Relatório | Falcao 78' | Público: 18 136 Árbitro: FRA François Letexier |

| Metz | Monaco |

4ª rodada
| 27 de agosto de 2017 | Monaco                                                                          | 6 – 1     | Olympique de Marseille | Stade Louis II, Mónaco                    |
| 21:00                | Glik 2' · Falcao 20' (pen), 34' · Diakhaby 45' · Sidibé 68' · Fabinho 79' (pen) | Relatório | Cabella 74'            | Público: 16 353 Árbitro: FRA Ruddy Buquet |

| Monaco | O. Marseille |

5ª rodada - Derby de la Côte d'Azur
| 9 de setembro de 2017 | Nice                                            | 4 – 0     | Monaco | Allianz Riviera, Nice                       |
| 17:00                 | Balotelli 6' (pen), 60' · Pléa 18' · Ganago 85' | Relatório |        | Público: 28 995 Árbitro: FRA Clément Turpin |

| Nice | Monaco |

6ª rodada
| 16 de setembro de 2017 | Monaco                           | 3 – 0     | RC Strasbourg | Stade Louis II, Mónaco                  |
| 17:00                  | Rony Lopes 44' · Falcao 51', 67' | Relatório |               | Público: 8 310 Árbitro: FRA Johan Hamel |

| Monaco | RC Strasbourg |

7ª rodada
| 22 de setembro de 2017 | Lille | 0 – 4     | Monaco                                            | Stade Pierre-Mauroy, Lille                   |
| 20:45                  |       | Relatório | Jovetić 24' · Ghezzal 30' · Falcao 49', 74' (pen) | Público: 34 146 Árbitro: FRA Frank Schneider |

| Lille | Monaco |

8ª rodada
| 29 de setembro de 2017 | Monaco     | 1 – 1     | Montpellier  | Stade Louis II, Mónaco                   |
| 20:45                  | Falcao 38' | Relatório | Camara 90+2' | Público: 7 053 Árbitro: FRA Tony Chapron |

9ª rodada
| 13 de outubro de 2017 | Lyon                           | 3 – 2     | Monaco                      | Parc Olympique Lyonnais, Décines-Charpieu   |
| 20:45                 | Mariano 11' · Fekir 23', 90+5' | Relatório | Rony Lopes 17' · Traoré 34' | Público: 43 295 Árbitro: FRA Benoît Bastien |

10ª rodada
| 21 de outubro de 2017 | Monaco                       | 2 – 0     | Caen | Stade Louis II, Mónaco                     |
| 17:00                 | Baldé 21' · Falcao 59' (pen) | Relatório |      | Público: 8 040 Árbitro: FRA Thomas Leonard |

11ª rodada
| 28 de outubro de 2017 | Bordeaux | – | Monaco |  |
|                       |          |   |        |  |

12ª rodada
| 4 de novembro de 2017 | Monaco | – | Guingamp |  |
|                       |        |   |          |  |

13ª rodada
| 18 de novembro de 2017 | Amiens | – | Monaco |  |
|                        |        |   |        |  |

14ª rodada
| 26 de novembro de 2017 | Monaco | – | Paris Saint-Germain |  |
|                        |        |   |                     |  |

15ª rodada
| 29 de novembro de 2017 | Nantes | – | Monaco |  |
|                        |        |   |        |  |

16ª rodada
| 2 de dezembro de 2017 | Monaco | – | Angers |  |
|                       |        |   |        |  |

17ª rodada
| 9 de dezembro de 2017 | Monaco | – | Troyes |  |
|                       |        |   |        |  |

18ª rodada
| 16 de dezembro de 2017 | Saint-Étienne | – | Monaco |  |
|                        |               |   |        |  |

19ª rodada
| 20 de dezembro de 2017 | Monaco | – | Rennes |  |
|                        |        |   |        |  |

20ª rodada
| 13 de janeiro de 2018 | Montpellier | – | Monaco |  |
|                       |             |   |        |  |

21ª rodada - Derby de la Côte d'Azur
| 17 de janeiro de 2018 | Monaco | – | Nice |  |
|                       |        |   |      |  |

22ª rodada
| 20 de janeiro de 2018 | Monaco | – | Metz |  |
|                       |        |   |      |  |

23ª rodada
| 28 de janeiro de 2018 | Olympique de Marseille | – | Monaco |  |
|                       |                        |   |        |  |

24ª rodada
| 4 de fevereiro de 2018 | Monaco | – | Lyon |  |
|                        |        |   |      |  |

25ª rodada
| 10 de fevereiro de 2018 | Angers | – | Monaco |  |
|                         |        |   |        |  |

26ª rodada
| 17 de fevereiro de 2018 | Monaco | – | Dijon |  |
|                         |        |   |       |  |

27ª rodada
| 24 de fevereiro de 2018 | Toulouse | – | Monaco |  |
|                         |          |   |        |  |

28ª rodada
| 3 de março de 2018 | Monaco | – | Bordeaux |  |
|                    |        |   |          |  |

29ª rodada
| 10 de março de 2018 | RC Strasbourg | – | Monaco |  |
|                     |               |   |        |  |

30ª rodada
| 17 de março de 2018 | Monaco | – | Lille |  |
|                     |        |   |       |  |

31ª rodada
| 1 de abril de 2018 | Rennes | – | Monaco |  |
|                    |        |   |        |  |

32ª rodada
| 7 de abril de 2018 | Monaco | – | Nantes |  |
|                    |        |   |        |  |

33ª rodada
| 15 de abril de 2018 | Paris Saint-Germain | – | Monaco |  |
|                     |                     |   |        |  |

34ª rodada
| 21 de abril de 2018 | Guingamp | – | Monaco |  |
|                     |          |   |        |  |

35ª rodada
| 28 de abril de 2018 | Monaco | – | Amiens |  |
|                     |        |   |        |  |

36ª rodada
| 5 de maio de 2018 | Caen | – | Monaco |  |
|                   |      |   |        |  |

37ª rodada
| 12 de maio de 2018 | Monaco | – | Saint-Étienne |  |
|                    |        |   |               |  |

38ª rodada
| 19 de maio de 2018 | Troyes | – | Monaco |  |
|                    |        |   |        |  |

### Trophée des Champions
| 29 de julho de 2017 | Monaco     | 1 – 2     | Paris Saint-Germain           | Grand Stade de Tanger, Tânger                      |
| 21:00               | Sidibé 30' | Relatório | Daniel Alves 51' · Rabiot 63' | Público: 43 761 Árbitro: MAR Noureddine El Jaafari |

| Monaco | PSG |

### Liga dos Campeões da UEFA

#### Fase de grupos
| Pos | Equipe     | Pts | J | V | E | D | GP | GC | SG  | Classificado                     |  | BES | POR | RBL | MON |
| --- | ---------- | --- | - | - | - | - | -- | -- | --- | -------------------------------- |  | --- | --- | --- | --- |
| 1   | Beşiktaş   | 14  | 6 | 4 | 2 | 0 | 11 | 5  | +6  | Classificado às oitavas de final |  | —   | 1–1 | 2–0 | 1–1 |
| 2   | Porto      | 10  | 6 | 3 | 1 | 2 | 15 | 10 | +5  | Classificado às oitavas de final |  | 1–3 | —   | 3–1 | 5–2 |
| 3   | RB Leipzig | 7   | 6 | 2 | 1 | 3 | 10 | 11 | −1  | Transferido para Liga Europa     |  | 1–2 | 3–2 | —   | 1–1 |
| 4   | Monaco     | 2   | 6 | 0 | 2 | 4 | 6  | 16 | −10 | Eliminado                        |  | 1–2 | 0–3 | 1–4 | —   |

| 13 de setembro de 2017 | RB Leipzig   | 1 – 1     | Monaco        | Red Bull Arena, Leipzig                     |
| 20:45                  | Forsberg 33' | Relatório | Tielemans 34' | Público: 40 068 Árbitro: ENG Michael Oliver |

| RB Leipizg | Monaco |

| 26 de setembro de 2017 | Monaco | 0 – 3     | Porto                          | Stade Louis II, Mónaco                     |
| 20:45                  |        | Relatório | Aboubakar 31', 69' · Layún 89' | Público: 11 703 Árbitro: SVN Slavko Vinčić |

| Monaco | Porto |

| 17 de outubro de 2017 | Monaco | –         | Beşiktaş | Stade Louis II, Mónaco |
| 20:45                 |        | Relatório |          |                        |

| 1 de novembro de 2017 | Beşiktaş | –         | Monaco | Arena Vodafone, Istambul |
| 20:45                 |          | Relatório |        |                          |

| 21 de novembro de 2017 | Monaco | –         | RB Leipzig | Stade Louis II, Mónaco |
| 20:45                  |        | Relatório |            |                        |

| 6 de dezembro de 2017 | Porto | –         | Monaco | Estádio do Dragão, Porto |
| 20:45                 |       | Relatório |        |                          |